# Jorge Portugal
Antonio Jorge Portugal (Santo Amaro, 5 de agosto de 1956 — Salvador, 3 de agosto de 2020), mais conhecido como Jorge Portugal, foi um professor de língua portuguesa, apresentador de televisão, poeta, letrista e compositor brasileiro. Ocupou o cargo de Secretário de Cultura da Bahia entre 2015 e 2017 e apresentou programas de televisão e rádio, sempre relacionados à sua principal atuação de professor e linguista.

## Biografia
Viveu em Santo Amaro, onde nasceu e viveu até os dezessete anos, quando transferiu-se para a Salvador, onde cursou a faculdade de Letras da Universidade Federal da Bahia. Destacou-se como professor de redação e língua portuguesa em diversos cursos pré-vestibulares da capital baiana, como Nobel, Águia, Sartre, Mendel, Base, UCBA, Opção e Comunicação. Ministrou cursos em outras empresas, como Petrobrás, COPENE, Caraíba Metais, Instituto de Radiodifusão Educativa da Bahia (IRDEB), entre outras.
Sua obra alcançaria projeção nacional em 1980, quando juntamente com seu parceiro Raimundo Sodré participou do "Festival MPB Shell", da Rede Globo, classificando "A massa", parceria de ambos que lograria o terceiro lugar naquele concurso musical. Segundo relatos posteriores, a letra da canção foi composta ainda no ano de 1976.
A música foi incluída no disco do festival ainda naquele ano. Ainda em 1980, Raimundo Sodré lançou o LP "A massa", pela gravadora Polydor, no qual incluiu as canções "A Massa", "Menino triste", "Vá pra casa esse menino, viu?", "Coió de Anália" e "Resistência", todas elas fruto da parcerias com Jorge Portugal. Ainda nesse disco Raimundo Sodré incluiu "Baião pisado" e "Brasileira, profissão sonhar", ambas de autoria de Roberto Mendes, Raimundo Sodré e Jorge Portugal.
Em 1985, a cantora e atriz Tânia Alves interpretou a canção "Amor de matar" no LP "Tenda dos Milagres", trilha sonora da minissérie homônima da Rede Globo. No ano seguinte, Tânia Alves incluiu "Amor de matar" no seu álbum "Dona de mim", pela gravadora CBS. Já a conterrânea e amiga Maria Bethânia adicionou ao seu cabedal de sucessos as composições "A bela e o mar", "Vida vã", "Vila do adeus" e "Filosofia pura", sendo esta última interpretada por Bethânia em dueto com Gal Costa, todas elas composições de Jorge Portugal em parceria com Roberto Mendes, músico que atuava com a famosa cantora santamarense, a principal intérprete de suas canções.

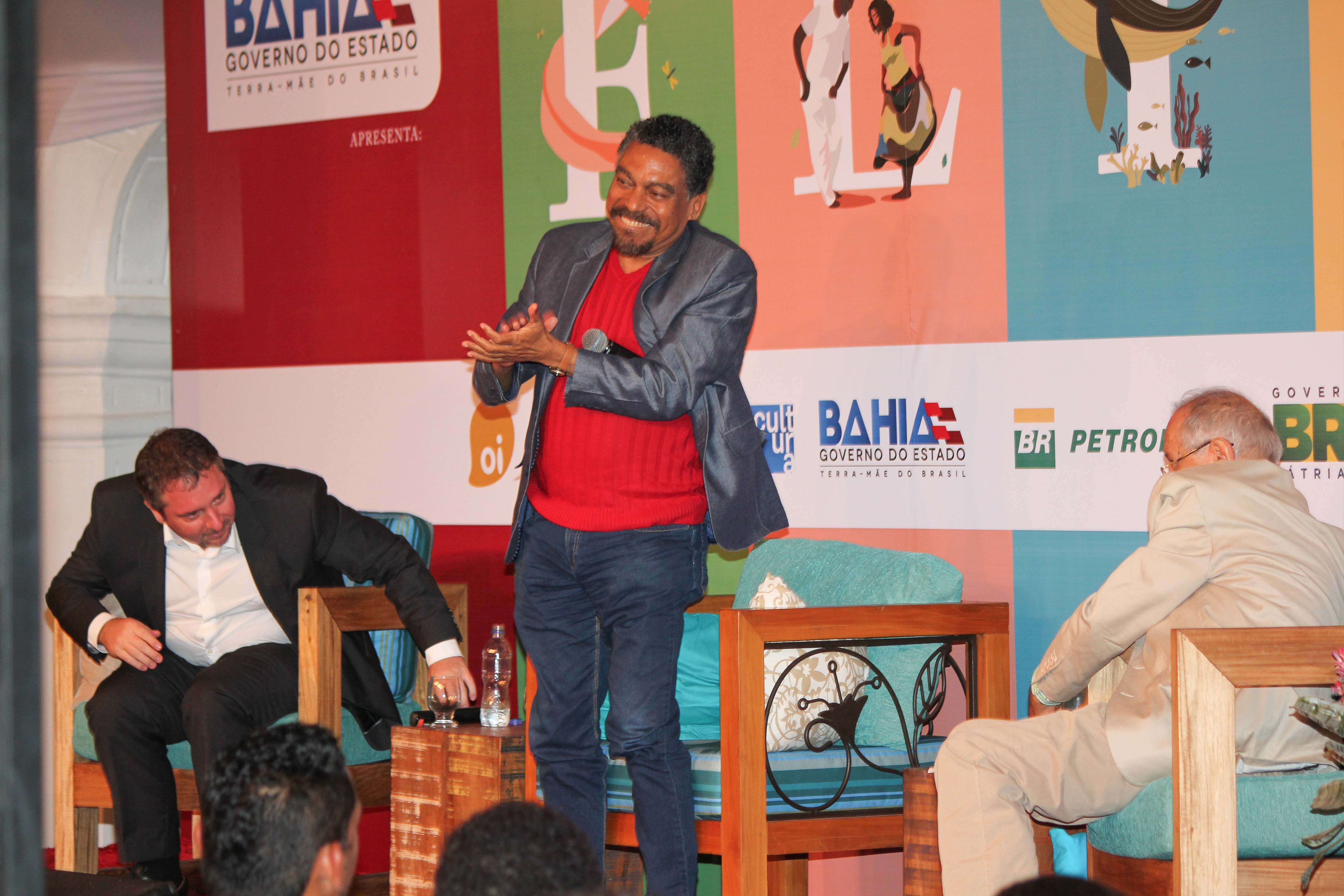
Jorge Portugal (ao centro) durante a Festa Literária Internacional de Cachoeira de 2015.

No ano de 1999, Roberto Mendes lançou o disco "Minha história" pela gravadora Velas, do qual se destacou "Assim como ela é", outra parceria com Jorge Portugal. Essa mesma composição seria regravada por Ivete Sangalo num clipe promocional da Bahiatursa (empresa pública de turismo do estado da Bahia), em homenagem  aos 450 anos da cidade do Salvador. Em 2000, Simone Moreno interpretou "Segredo", juntamente com com Jorge Aragão. "A massa" seria regravada em 2002 por Elba Ramalho e em 2003 pelo grupo Exaltasamba (este último no CD "Alegrando a massa").
Entre seus principais parceiros destacam-se ainda o cantor e compositor Lazzo Matumbi, a cantora Margareth Menezes, o violonista Saulo Barbosa e o violonista e arranjador Roberto Mendes, com quem estabeleceu diversas parcerias musicais gravadas por vários intérpretes, incluindo Gal Costa.
Foi o idealizador e apresentador do programa de televisão educativo Aprovado, exibido na TV Bahia durante nove anos consecutivos, sendo que a partir de  2010 passou a ser apresentado pelo ator Jackson Costa. O Aprovado se consolidou como um dos melhores produtos da emissora filiada da Rede Globo.

### Morte
O escritor tinha 63 anos de idade. Havia sofrido um acidente vascular cerebral há dois anos e, segundo um de seus filhos, havia implantado um marca-passo no mês de janeiro de 2020. Portugal sofria de insuficiência cardíaca e havia sido internado na UTI do Hospital Geral Roberto Santos naquela tarde de 3 de agosto, devido a um choque cardiogênico, vindo a falecer às 20h15 do mesmo dia, vítima de falência cardíaca aguda.
O sepultamento se deu no cemitério municipal de Santo Amaro, sua cidade natal. Jorge Portugal deixa esposa, Rita Vieira, e três filhos: o sociólogo Caetano Inácio, a atriz Bárbara Bela e o jornalista Thiago Dantas.
Seu falecimento gerou notas de pesar de diversas autoridades públicas, como o presidente da Assembleia Legislativa da Bahia, deputado Nelson Leal (PP), do prefeito de Salvador, ACM Neto, para quem o escritor seria um "mestre da língua portuguesa" e do governador do estado, Rui Costa, que decretou luto oficial no estado por três dias e afirmou que "...Portugal era, antes de tudo, um homem apaixonado pela Bahia e pelo seu povo".

## Obras
Jorge Portugal foi compositor de canções na companhia de outras pessoas, como o cantor e compositor Lazzo Matumbi, a cantora Margareth Menezes, o violonista Saulo Barbosa e o violonista e arranjador Roberto Mendes.
- 14 de Maio (com Lazzo Matumbi)
- A Beira e o mar (com Roberto Mendes)
- A massa (com Raimundo Sodré)
- Alegria da Cidade (com Lazzo Matumbi)
- Amor de matar (com Roberto Mendes)
- Assim como ela é (com Roberto Mendes)
- Baião pisado (com Raimundo Sodré e Roberto Mendes)
- Brasileiro, profissão sonhar (com Roberto Mendes e Raimundo Sodré)
- Caribe Calibre Amor (com Roberto Mendes)
- Coió da Anália (com Raimundo Sodré)
- Filosofia pura (com Roberto Mendes)
- Menino triste (com Raimundo Sodré)
- Resistência (com Raimundo Sodré)
- Só Se Vê na Bahia (com Roberto Mendes)
- Vá pra casa esse menino, viu? (com Raimundo Sodré)
- Vida vã (com Roberto Mendes)
- Vila do adeus (com Roberto Mendes)
- Iluminada (com Roberto Mendes)